# 2022年印第安納州州務卿選舉
2022年印第安納州州務卿選舉將於2022年11月8日舉行，以選舉下一任印第安納州州務卿。現任共和黨州務卿霍利·沙利文於2021年被任命接替康妮·勞森成為州務卿，沙利文競選她的一個完整的任期。
民主黨和共和黨都將在2022年6月18日的黨代表大會上選擇國務卿候選人。

## 外部連結
1. ↑  . WTHR. May 3, 2022  [2022-06-01]. （原始内容存档于2022-07-06） （美国英语）.